# Вільяр-і-Веласко
Вільяр-і-Веласко (ісп. Villar y Velasco) — муніципалітет в Іспанії, у складі автономної спільноти Кастилія-Ла-Манча, у провінції Куенка. Населення — 109 осіб (2010).
Муніципалітет розташований на відстані близько 110 км на схід від Мадрида, 25 км на захід від Куенки.
На території муніципалітету розташовані такі населені пункти: (дані про населення за 2010 рік)
- Куевас-де-Веласко: 92 особи
- Вільяр-дель-Маестре: 17 осіб

## Демографія
Динаміка населення (INE ):